# Andira sapindoides
Andira sapindoides är en ärtväxtart som först beskrevs av Dc., och fick sitt nu gällande namn av George Bentham. Andira sapindoides ingår i släktet Andira och familjen ärtväxter. Inga underarter finns listade i Catalogue of Life.